# Tajny Hufiec Harcerzy

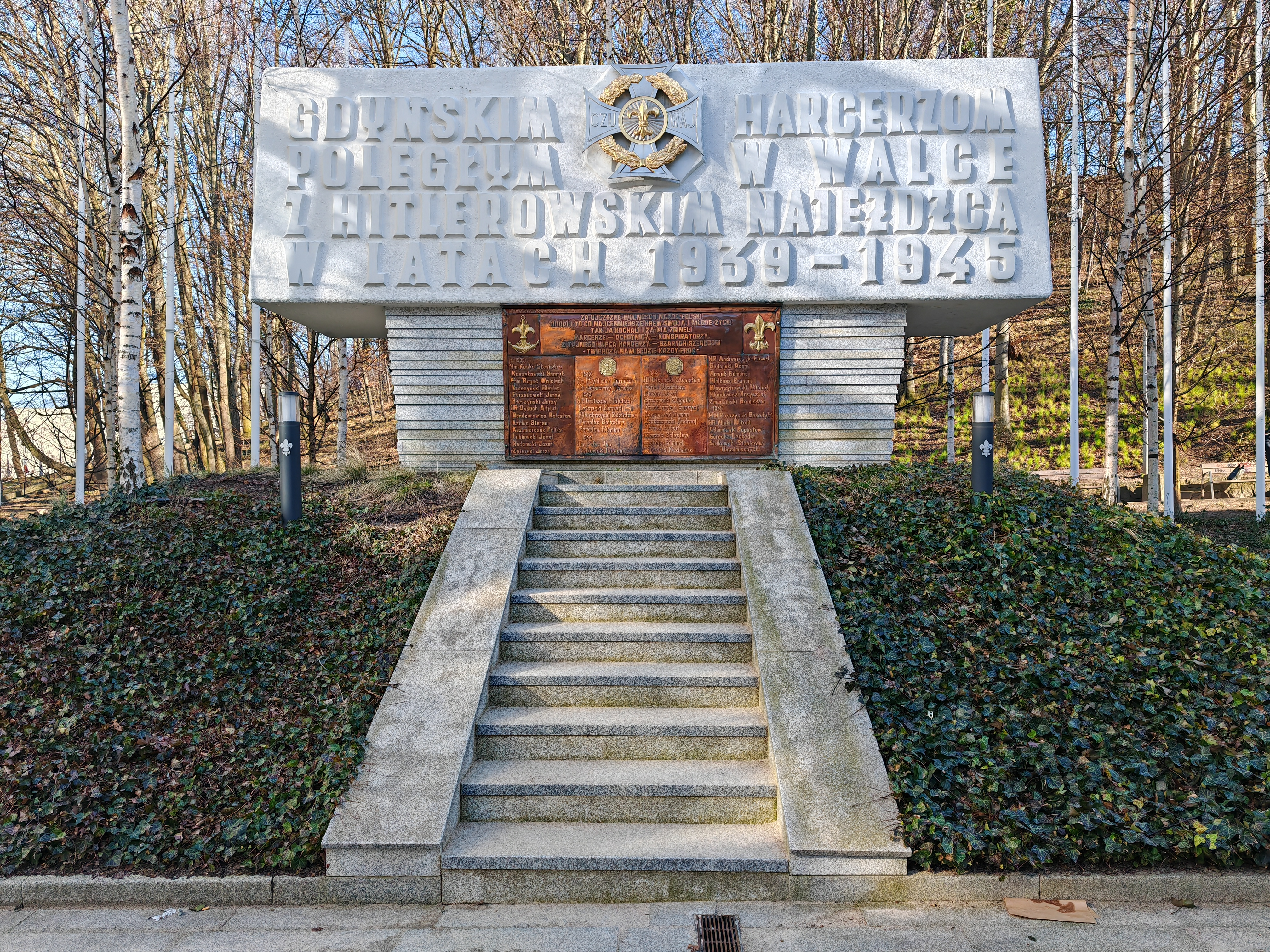
Pomnik Tajnego Hufca Harcerzy na skwerze Tajnego Hufca Harcerzy w Gdyni (2008)

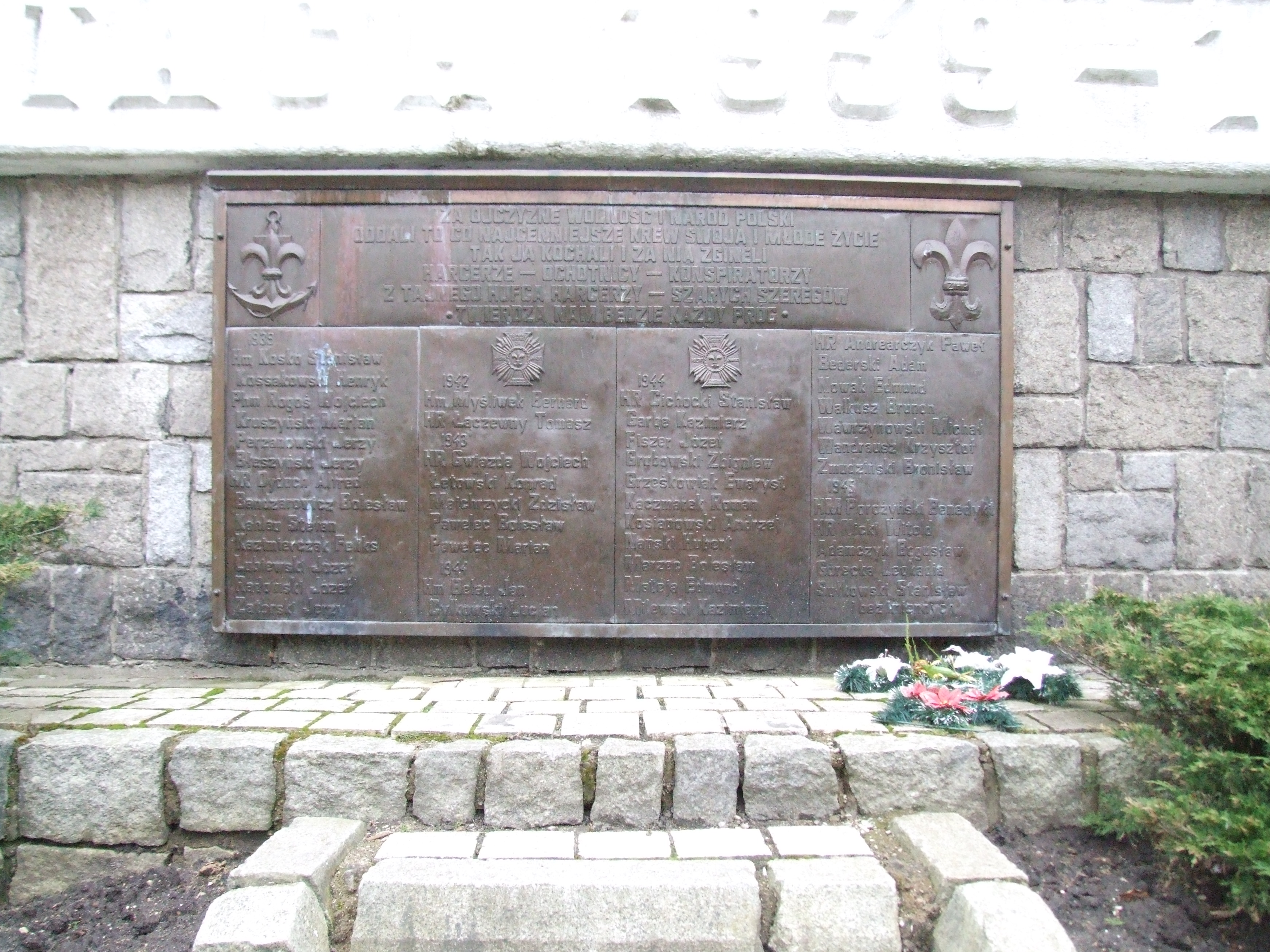
Tablica pamiątkowa na pomniku z nazwiskami poległych harcerzy (2008)

Tajny Hufiec Harcerzy (THH) – polska konspiracyjna organizacja harcerska działająca na Pomorzu Gdańskim od końca 1939 roku do zakończenia II wojny światowej.

## Historia
Tajny Hufiec Harcerzy powstał 15 listopada 1939 roku w Gdyni z inicjatywy drużynowego Czarnej Trzynastki Witolda Nickiego ps. „Morski Orzeł”. Na jego czele stała trzyosobowa rada, w skład której weszli: phm. Henryk Szymański, Witold Niecki, Tadeusz Hartel. Na czele rady stanął Szymański, którzy przyjął pseudonim „Samotny Jastrząb”. 1 stycznia 1940 roku wydano rozkaz organizacyjny, nakazujący bezwzględną walkę z okupantem, utrzymanie ducha polskości i miłości do ojczyzny oraz kontynuowanie ideologii i tradycji Związku Harcerstwa Polskiego.
W początkowym okresie w skład THH wchodziły luźne zastępy i grupy harcerskie oparte na systemie trójkowym. Ochotników przyjmowano od 16 roku życia; najpierw następowało uroczyste ślubowanie na ocalałą banderę jachtu Zawisza Czarny.
Zasięg działalności Hufca obejmował Gdynię, Orłowo, Oksywie i Wejherowo. Ogółem liczył on ok. 40-60 harcerzy i harcerek. Jesienią 1942 roku doszło do aresztowań, które na krótko sparaliżowały działalność, m.in. 26 listopada ujęty został phm. Henryk Szymański. Kolejnymi komendantami THH byli Witold Nicki, a po nim Edmund Śmierzchalski. Po aresztowaniu Szymańskiego reaktywizacją struktur THH zajęli się Hubert Regliński ps. „Złoty Jeleń” oraz Józef Wawrzyńczyk ps. „Twarde Serce”. Wiosną 1943 roku Regliński został wcielony do skoszarowanej służby pracy, a pod koniec 1943 roku do Wehrmachtu. Pod koniec 1943 roku funkcję komendanta sprawowała kilkuosobowa Rada Hufca.
Od przełomu 1941/1942 kierownictwo THH miało kontakty z gdyńskimi strukturami Pomorskiej Chorągwi Szarych Szeregów (między innymi przez Zygmunta Narlocha) oraz z Inspektoratem Wybrzeże Armii Krajowej. Prawdopodobnie w 1942 roku zaowocowało to podporządkowaniem się obu organizacjom (według innego źródła podporządkowanie się AK miało miejsce rok później). Oba plutony THH przeformowane wówczas zostały w grupy specjalne z zadaniami dywersyjno-wywiadowczymi. Bezpośrednio podlegały one szefowi wywiadu Inspektoratu Wybrzeże AK Janowi Belau ps. „Mściwój”. Oficerami wywiadu AK odpowiedzialnymi za łączność z Hufcem zostali por. Stanisław Kaczmarek i kpt. Edmund Wele.
THH prowadził działalność wychowawczą, organizował szkolenia wojskowe, gromadził broń w ramach akcji o kryptonimie „Stal”, samoobronę (kryptonim „Odpór”), przeciwdziałanie germanizacji ludności polskiej (kryptonim „Niezłomni”) (m.in. ukrycie przeznaczonych do zniszczenia przez okupanta pomnika Sienkiewicza i tablicy poświęconej Żeromskiemu, przechowanie sztandaru I Morskiej Drużyny Harcerzy), sabotaż (kryptonim „Cios”) oraz wywiadowczą i kontrwywiadowczą (m.in. gromadzenie informacji o produkcji torped i części samolotowych w zakładach doświadczalnych „Erprobungs-Werke” w Babich Dołach pod Gdynią. Ponadto udzielał pomocy wysiedlonym Polakom.
Pod koniec 1944 roku THH przeprowadził Akcję B-1, polegającą na wykradnięciu planów portu, będącego wówczas bazą Kriegsmarine. Dzięki przekazaniu planów alianci zlikwidowali konkretne cele strategiczne, unikając zniszczenia Gdyni. Podczas bombardowań zniszczono wiele okrętów oraz uszkodzono pancernik Schleswig-Holstein. Na przełomie 1944 i 1945 roku THH przeprowadził Akcję B-2, polegającą na rozpoznaniu niemieckiego systemu obrony Gdyni i przekazaniu pozyskanych informacji radzieckim szpiegom. W akcji zorganizowanej przez por. Joachima Joachimczyka ps. „Joachim” wzięło udział 55 harcerzy i kilka dodatkowych osób z zewnątrz.
Po wojnie wielu członków THH było szykanowanych przez władze komunistyczne.